# 門德爾松灣
71°17′S 72°52′W / 71.283°S 72.867°W
門德爾松灣（英語：Mendelssohn Inlet）是南極洲的內灣，位於亞歷山大一世島西南部，處於德羅契爾半島和埃羅伊卡半島之間的貝多芬半島北部，長46公里、寬17公里，現時由南極條約體系管理。

## 外部連結
. . United States Geological Survey.   [2013-09-18].